# Aleksandar Grbović
Aleksandar Grbović (ur. 23 sierpnia 2003 w Žabljaku) – czarnogórski biegacz narciarski, olimpijczyk z Pekinu 2022.
Pochodzi z narciarskiej rodziny. Biegaczami narciarskimi byli jego dziadek Tomaš Grbović, ojciec Goran Grbović (który obecnie jest jego trenerem) oraz wujowie i cioteczna babka.

## Udział w zawodach międzynarodowych

### Kariera seniorska
| Impreza            | Rok  | Gospodarz        | Konkurencja                    | Miejsce |                      |      |       |                   |     |
| ------------------ | ---- | ---------------- | ------------------------------ | ------- | -------------------- | ---- | ----- | ----------------- | --- |
| Impreza            | Rok  | Gospodarz        | Konkurencja                    | Miejsce | Igrzyska olimpijskie | 2022 | Pekin | bieg indywidualny | 93. |
| sprint             | 84.  |                  |                                |         | Igrzyska olimpijskie | 2022 | Pekin |                   |     |
| Mistrzostwa świata | 2019 | Seefeld in Tirol | sprint                         | 126.    |                      |      |       |                   |     |
| Mistrzostwa świata | 2021 | Oberstdorf       | sprint                         | 110.    |                      |      |       |                   |     |
| Mistrzostwa świata | 2021 | Oberstdorf       | bieg na 15 km techniką dowolną | 114.    |                      |      |       |                   |     |